# 杉浦睦夫
杉浦 睦夫（すぎうら むつお、1918年3月13日 - 1986年8月26日）は、日本で初めて胃カメラを開発した技術者である。

## 略歴
静岡県浜松市生まれ。1938年4月にオリンパス光学工業株式会社に入社。35ミリカメラの開発などに取り組む。
1949年7月、東京大学付属病院小石川分院の外科医、宇治達郎が勤務先のオリンパス光学工業に相談に来て、杉浦がその対応にあたった。胃の中の写真を撮る「胃カメラ」を開発したいが可能かどうか尋ねられたところ、「光があり、レンズがあり、フィルムがあればたとえカメラがどこにあっても撮影は出来る」という内容にて回答したという。当時は胃の病気の診断を、レントゲンか胃鏡で実施していたが、レントゲンでは胃の内壁まではわからず、胃鏡では診断できる者が少ない上、確認しづらい部分があることや患者に与える苦痛も大きかったという状況であった。開発にあたり、(1)危険のないこと、(2)患者に苦痛を与えないこと、(3)胃壁全てを短時間で撮影できること、(4)病巣の判定ができる鮮明な写真が撮れること、の4条件を目標として、杉浦は宇治医師と技術者の深海正治の協力を得て開発を進めた。撮影レンズを固定焦点とした超小型カメラを曲げられるチューブの先端に近い部分につけ、連続フラッシュ撮影ができる日本で初めての胃カメラを開発し、1950年に胃の内部をフィルムに写すことに成功した。試作機に改良を加えたガストロカメラI型が1952年2月に、II型が同年5月にオリンパス光学工業から発売されたが、故障が頻発するなどの問題があり実用化はできなかった。宇治、杉浦、深海の3人を発明者として、「腹腔内臓器撮影用写真機（ガストロカメラ）」の名で特許を出願・取得した。
本開発は、1980年に吉村昭が読売新聞の朝刊に小説「光る壁画」として連載し、1981年に新潮社より出版された。2000年4月18日には、日本放送協会のプロジェクトX〜挑戦者たち〜第4回「「ガンを探し出せ」～完全国産・胃カメラ開発」として放映され、後に本が出版された。

## 年譜
- 1918年3月13日 - 静岡県浜名郡中ノ町村（現・静岡県浜松市中央区中野町）にて出生[4][10]
- 1935年4月 - 東京写真専門学校（現・東京工芸大学）に入学
- 1938年4月 - オリンパス光学工業株式会社に入社（1939年-1942年軍務につく）
- 1949年 - 胃カメラの開発に着手
- 1950年 - 臨床で胃壁の撮影に成功（第4回試作機）
- 1950年11月 - 日本臨床外科学会にて胃診断の発表。
- 1952年2月 - オリンパス光学工業からガストロカメラI型（GT-I）発売
- 1952年5月 - オリンパス光学工業からガストロカメラII型（GT-II）発売
- 1955年5月 - オリンパス光学工業株式会社を退社
- 1955年6月 - 岡谷光学工業株式会社に顧問として入社
- 1957年12月 - 岡谷光学工業株式会社を退社
- 1958年4月 - 株式会社杉浦研究所設立。代表取締役社長に就任。
- 1986年8月26日 - 逝去

## 表彰
- 1953年11月 - 社団法人発明協会特賞[10]
- 1954年5月 - 発明協会創立五十周年記念全国表彰 朝日新聞社賞
- 1990年5月 - 吉川英治文化賞受賞